# Thorvald Stoltenberg

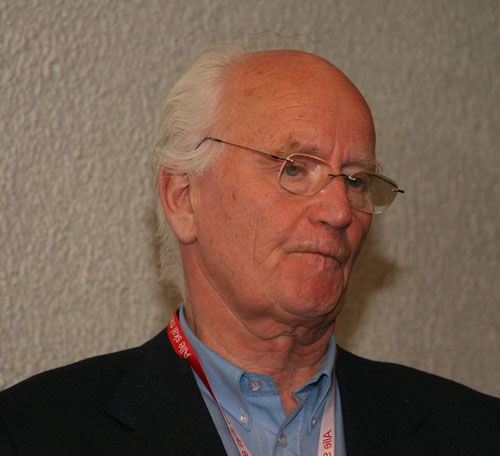
Thorvald Stoltenberg (2007)

Thorvald Stoltenberg (* 8. Juli 1931 in Oslo; † 13. Juli 2018 ebenda) war ein norwegischer Jurist, Diplomat und Politiker der sozialdemokratischen Arbeiterpartei.

## Karriere
1958 trat er in den auswärtigen Dienst Norwegens und war u. a. in Jugoslawien stationiert. Ab 1965 war er persönlicher Sekretär des Außenministers, in den 1970er Jahren Staatssekretär in mehreren sozialdemokratischen Regierungen. Von 1979 bis 1981 war Stoltenberg norwegischer Verteidigungsminister, von 1987 bis 1989 sowie erneut von 1990 bis 1993 Außenminister. Dazwischen war er von 1983 bis 1987 Mitglied im Stadtrat von Oslo, ab 1985 war er dabei der stellvertretende Bürgermeister. 1990 war er zusätzlich Hoher Flüchtlingskommissar der Vereinten Nationen; zuvor hatte er seit 1989 als Botschafter seines Landes bei den Vereinten Nationen fungiert. Von 1996 bis 1999 war er norwegischer Botschafter in Kopenhagen. Von 1999 bis 2008 führte er als Präsident das Norwegische Rote Kreuz. 2007 erhielt Stoltenberg den Willy-Brandt-Preis.
Im Jahr 2015 kandidierte er im Alter von 84 Jahren auf dem 65. und letzten Listenplatz der Arbeiderpartiet für den Stadtrat in Oslo. Über die Personenstimmen konnte er bei der Kommunalwahl im Herbst 2015 in den Stadtrat einziehen.

## Privates
Er war mit  Karin Stoltenberg (1931–2012) verheiratet. Das Paar hatte drei Kinder, die Epidemiologin Camilla Stoltenberg (* 1958), den norwegischen Ministerpräsidenten und späteren NATO-Generalsekretär Jens Stoltenberg (* 1959) sowie die TV-Persönlichkeit Nina Stoltenberg (1963–2014). Thorvald Stoltenberg starb wenige Tage nach seinem 87. Geburtstag in Oslo.